# دلاهیه

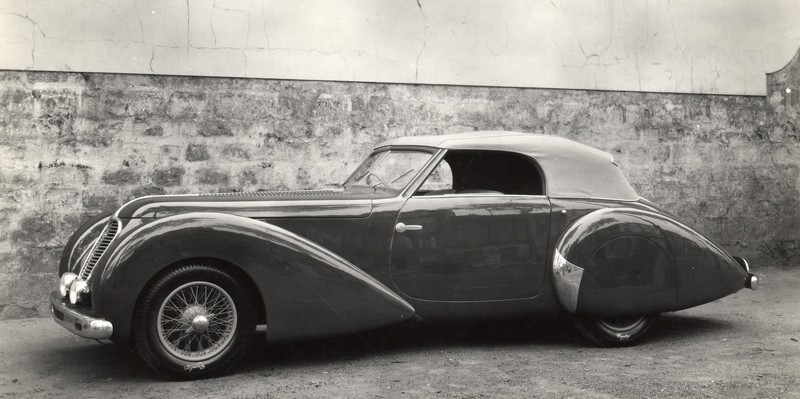
دلاهیه ۱۳۵ ام اس کروکی

خودروی دلاهیه توسط کمپانی خودروسازی دلاهیه در فرانسه تولید شد. این شرکت در سال ۱۸۹۴ توسط فردی به نام امیل دلاهیه در شهر تور فرانسه بنیانگذاری شد. نخستین خودروهای تولید این شرکت به صورت دو سیلندر و تک سیلندر تولید شدند.
وی در ژانویه ۱۹۰۱ شخص دلایه به دلیل ضعف جسمانی از مدیریت شرکت خود کناره گیری کرد.

## تاریخچه
دلاهیه در سال ۱۸۹۴ شروع به آزمایش ماشینهایی با محور تسمه ایی نمود. این آزمایشها در محلی به نام برنتون در تور فرانسه انجام شد.این آزمایش سرآغازی بود برای ورود به مسابقات اتومبیلرانی سال ۱۸۹۶ پاریس- مارسی- پاریس.
این مسابقات در تاریخ ۲۴ سپتامبر آغاز و تا ۳ اکتبر ادامه داشت. وی یک خودرو برای خود و یکی برای ارنست آرشداکن ورزشکار ساخت.
قهرمان این مسابقه پنهارد با سرعت متوسط ۲۵ کیلومتر در ساعت بود، آرشداکن ششمین نفرشد با متوسط سرعت ۲۳ کیلومتر و شخص دلاهیه با متوسط سرعت ۲۰ کیلومتر نفر هشتم شد.
اما در سال بعد در رالی پاریس – دیئپ، دلاهیه در بخش خودروهای ۴ سیلندر و در کلاس ۴ تا ۶ سیلندر شرکت کرد و در این مسابقات قهرمان شد. این سرآغازی بود بر موفقیتهای این کمپانی.

## بعد ازجنگ جهانی دوم
پس ازجنگ جهانی دوم و در سال ۱۹۴۵ تولید مدل ۱۳۵ از سر گرفته شد اما این بار با ظاهر و طراحی جدید توسط فیلیپ شاربوناکس.
نوع ۱۷۵، با موتور۵.۴ لیتری شش سیلندر در سال ۱۹۴۸ معرفی شد اما مدل ۱۸۰ آن خیلی موفق نبود.
این شرکت سرانجام در سال ۱۹۵۶ از بین رفت.

## مدلهای تولیدی
ساخته شده از سال ۱۸۹۹ تا ۲۰۰۶
- دلاهیه ۱۳۴ – ۱۹۳۵ تا ۱۹۴۰
- دلاهیه ۱۳۵ – ۱۹۳۵ تا ۱۹۵۴
- دلاهیه ۱۳۸
- دلاهیه ۱۴۸
- دلاهیه ۱۶۸ – ۱۹۳۸تا ۱۹۴۰
- دلاهیه ۱۷۵ - ۱۹۴۸ تا ۱۹۵۱
- دلاهیه ۱۷۸
- دلاهیه ۱۸۰
- دلاهیه ۲۳۵ - ۱۹۵۱ تا ۱۹۵۴

## نگارخانه

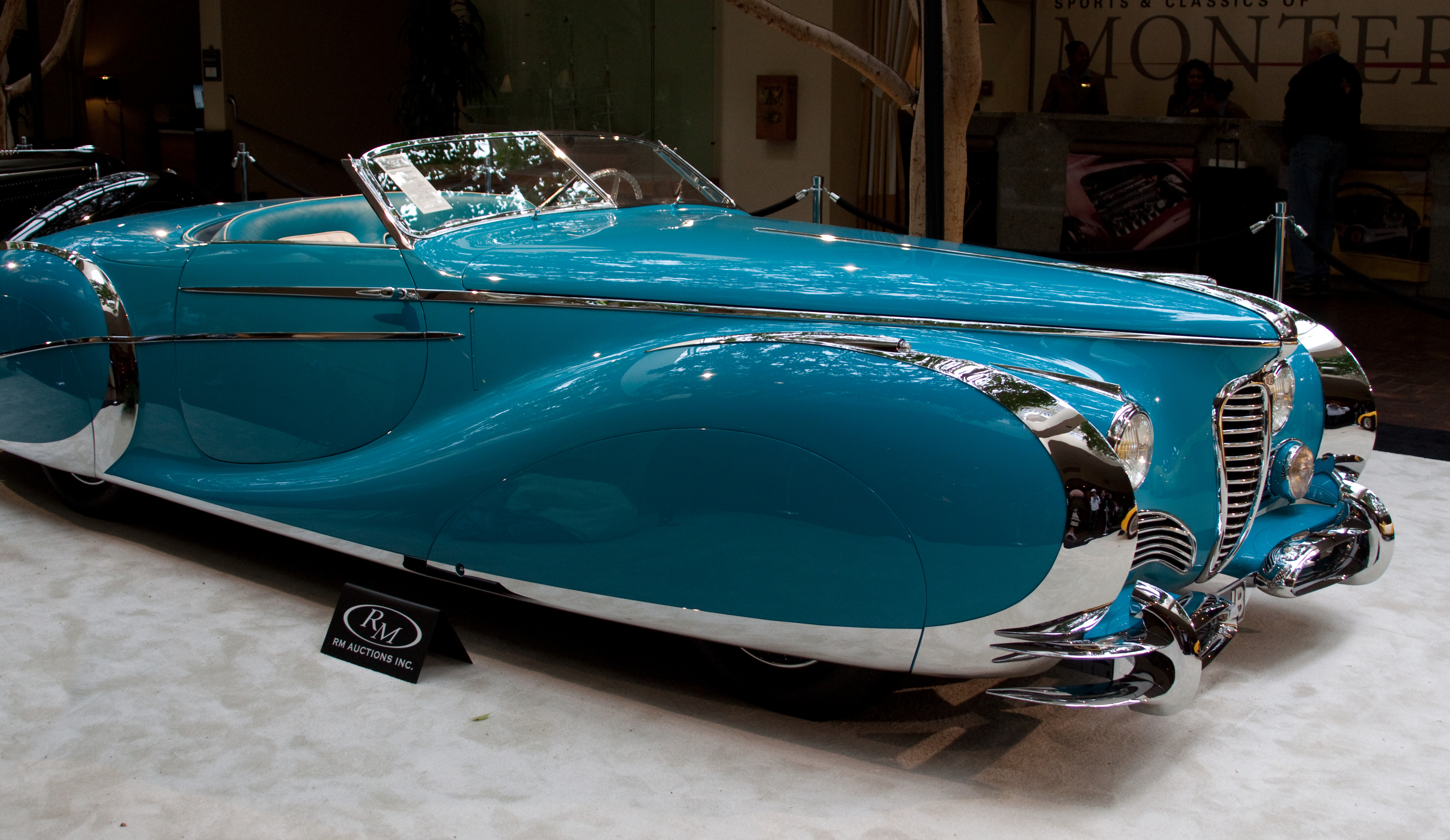
دلاهیه ۱۷۵ اس رودستر (۱۹۴۹)
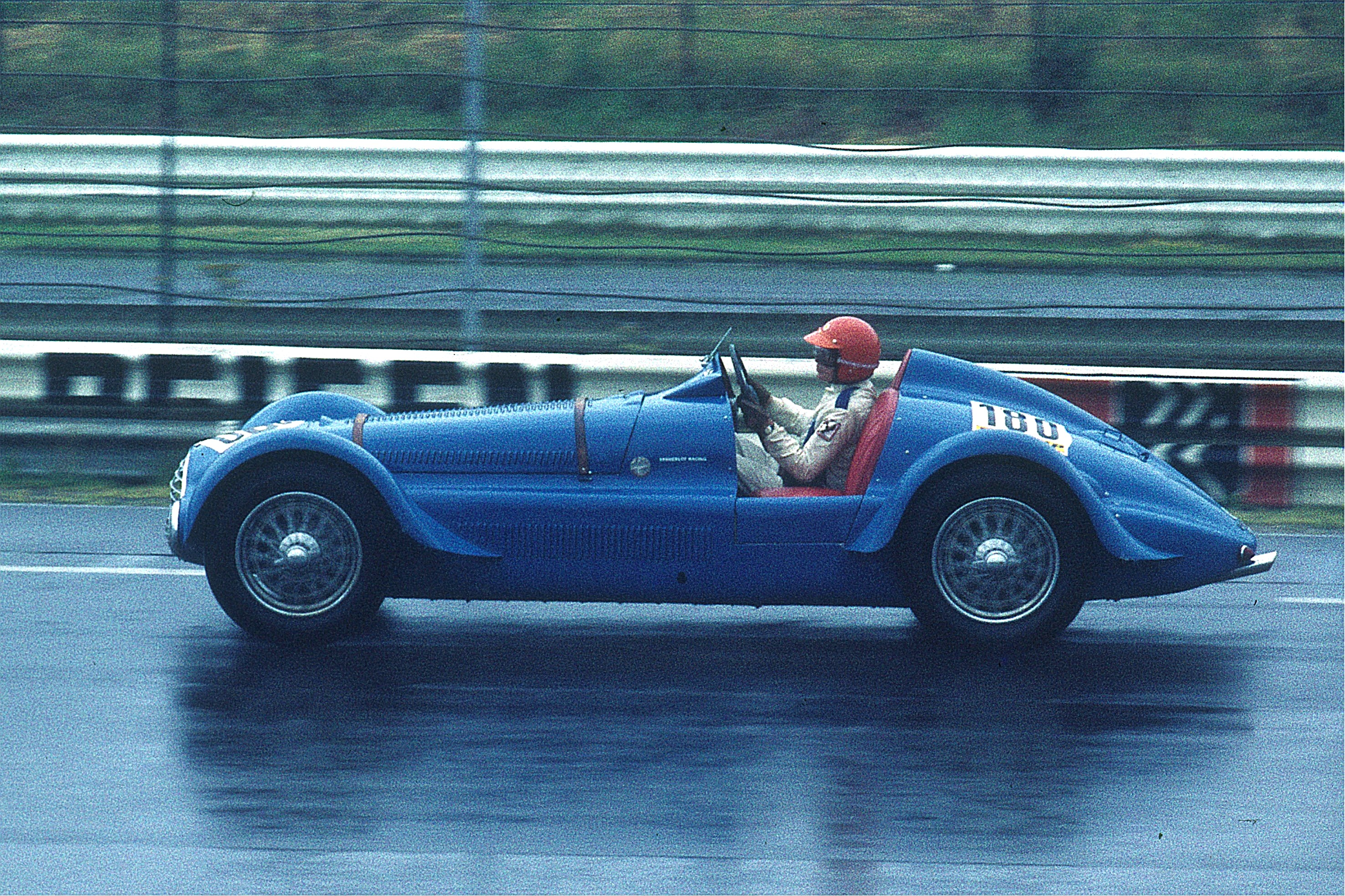
دلاهیه ۱۳۵ ام اس (۱۹۳۶)
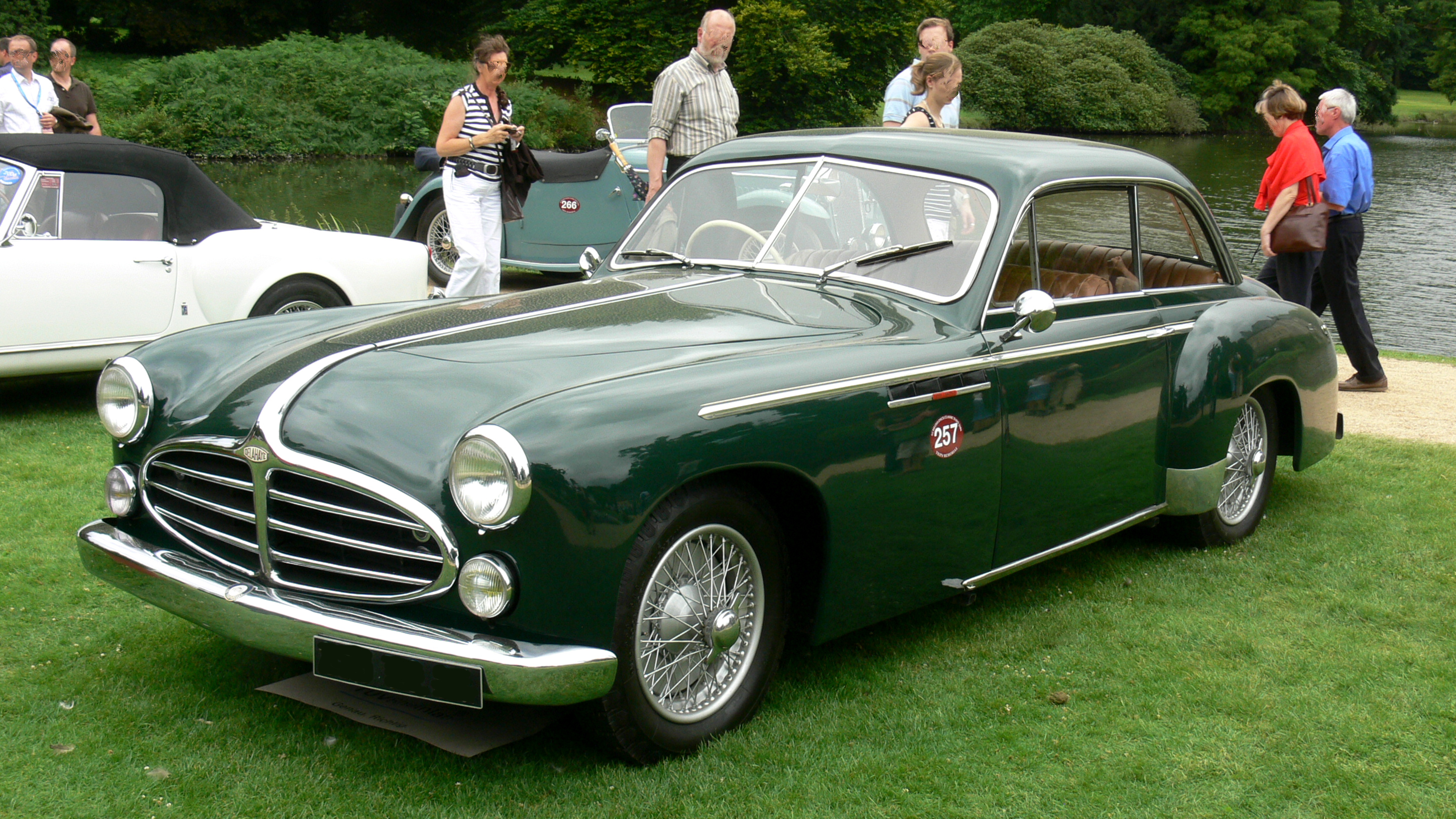
دلاهیه ۲۳۵ ام اس کوپه (۱۹۵۳)
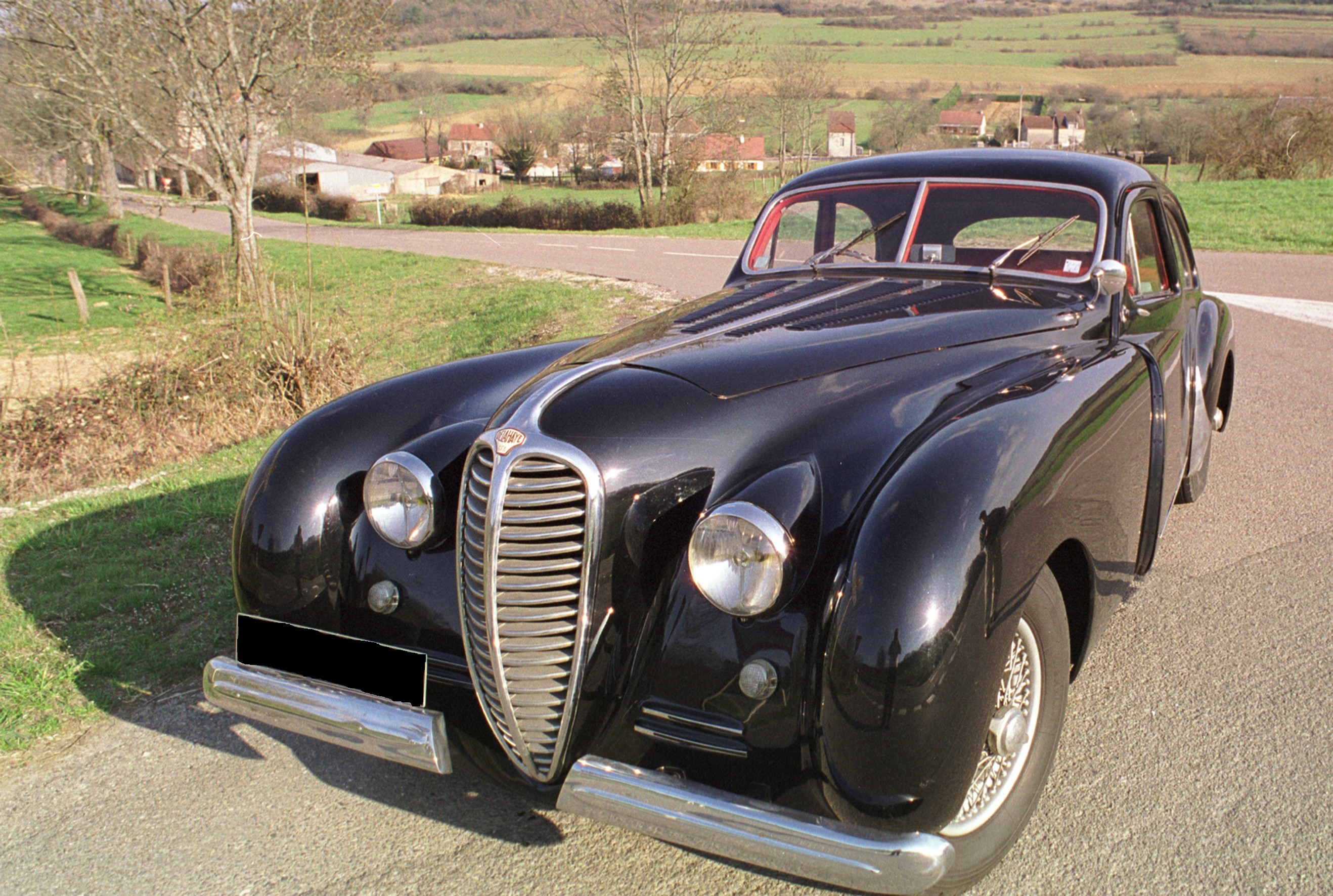
دلاهایه ۱۳۵(۱۹۴۸)
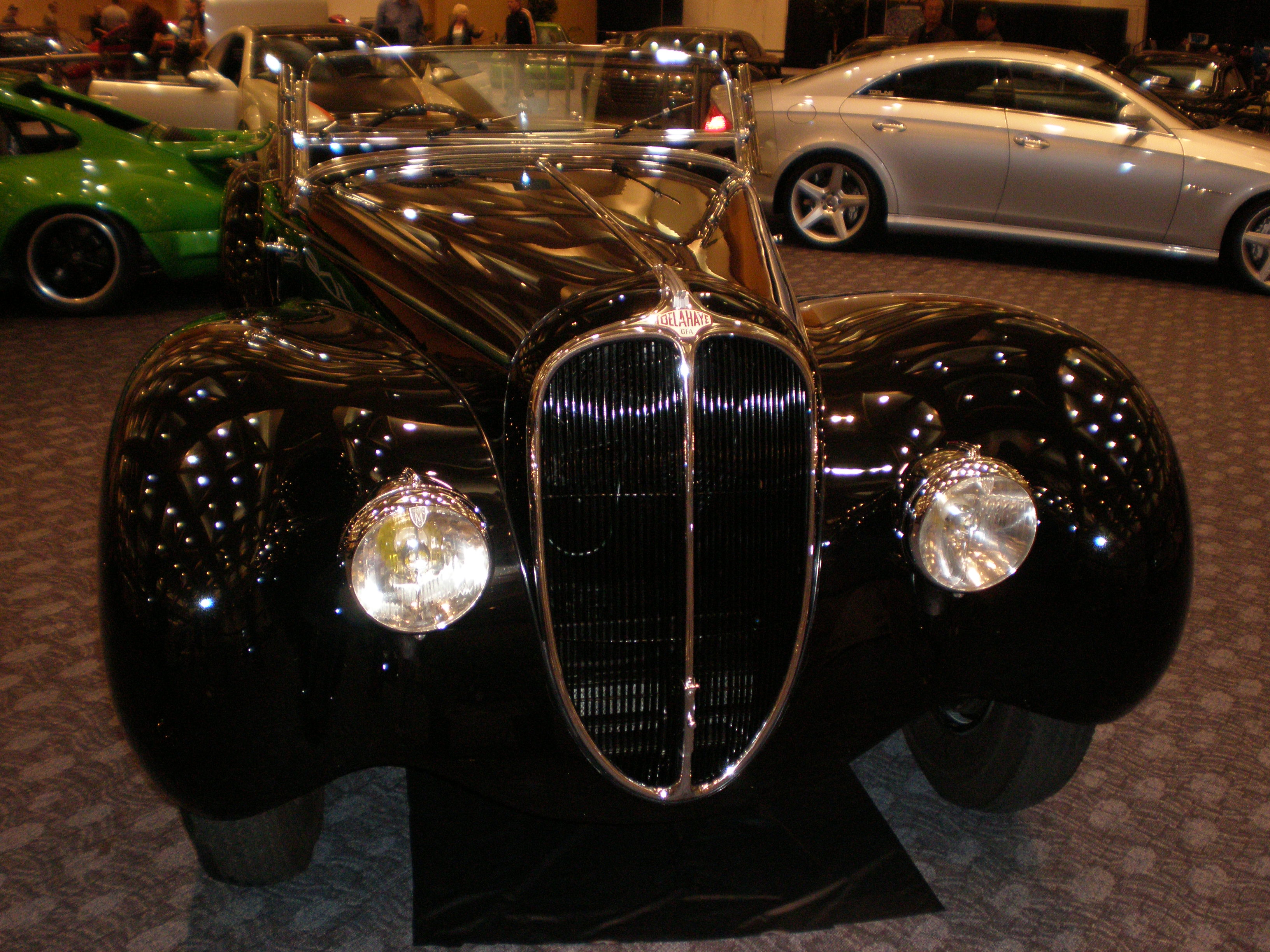
دلاهیه کروکی (۱۹۳۷)